# Снєгов Сергій Олександрович
Сергій Олександрович Снєгов (рос. Серге́й Алекса́ндрович Сне́гов), при народженні Сергій Олександрович Козерюк (рос. Серге́й Александрович Козерюк), пізніше за паспортом також Сергій Йосипович Штейн (рос. Сергей Ио́сифович Штейн) (23 липня (5 серпня) 1910, Одеса — пом.23 лютого 1994, Калінінград) — російський радянський письменник-фантаст, популяризатор науки, довготривалий в'язень сталінських таборів.

## Біографія
Сергій Олександрович Козерюк народився 23 червня 1910 року (за старим стилем) в Одесі, проте у свідоцтві про народження помилково записали дату 23 липня, тому в його документах про народження за новим стилем вказується 5 серпня. Його батько Олександр Ісидорович Козерюк походив із змішаної сім'ї греків та німців, був більшовиком-підпільником, а після Жовтневого перевороту став заступником начальника ЧК у Ростові-на-Дону та покинув сім'ю. Мати Сергія повторно вийшла заміж за одеського журналіста Йосипа Штейна, який усиновив хлопця. Вітчим серйозно займався вихованням Сергія, і настояв на тому, щоб він продовжував освіту, навіть після того, як хлопця виключили із другого класу гімназії за погану поведінку. Сергій продовжив навчання в шостому класі робітничої школи, в якій навчався добре, а пізніше, коли навчання в школі набридло, він викрав свої документи зі школи, підробив їх, і після цього вступив на фізичний факультет Одеського університету. В університеті Сергій Штейн-Козерюк, окрім фізики, серйозно займається філософією, публікує кілька теоретичних праць, і навіть спеціальним наказом наркома освіти УРСР він призначається доцентом кафедри філософії, ще не закінчивши навчання на фізфаці. Проте невдовзі в його конспектах ревниві партійні наглядачі побачили відступи від марксистських ідей, і викладання філософії йому довелось полишити. У 1932 році він закінчив університет, а в 1935 році переїхав до Ленінграда, де працював на заводі «Пірометр».
У 1936 році Сергія Штейна-Козерюка арештовують разом із ще двома знайомими за підозрою у створенні контрреволюційної організації. Від смертної кари Сергія та його знайомих урятувало лише те, що майбутній письменник на допитах у застінках НКВС так і не визнав своєї вини, проте все одно був засуджений за політичною статтею. Після винесення вироку Сергій Штейн-Козерюк тривалий час утримувався у московських в'язницях — Луб'янці, Бутирці, Лефортово, пізніше у в'язниці у Вологді, а пізніше переведений на Соловецькі острови. У 1939 році майбутнього письменника перевели у табір в Норильську. У таборі Штейн-Козерюк утримувався разом і був близько знайомим із географом та істориком Левом Гумільовим, астрономом Миколою Козиревим і економістом Віктором Красовським. Під час ув'язнення майбутній письменник познайомився із своєю другою дружиною Галиною, яка заради нього покинула чоловіка-військового фінансиста, та яку за зв'язок із засудженим виключили із комсомолу. У Норильську Штейн-Козерюк працював на спецкомбінаті, на якому збагачувалась нікелева руда, з 1951 року він уже рахувався не ув'язненим, а вільнонайманим, брав участь у розробці радянської атомної зброї, опублікував кілька наукових робіт із ядерної фізики, проте за порадою вищестоячих інженерів він вимушений був покинути науку, оскільки його наукові розробки викликали підозру в керівництва правоохоронних органів, яке вважало, що ув'язнений ГУЛАГу цікавиться атомними розробками СРСР для того, щоб передати державну таємницю представникам США.
У 1955 році Сергія Штейна-Козерюка повністю реабілітували, і він разом із сім'єю переїжджає на постійне місце проживання до Калінінграда. У цьому місті він розпочав свою літературну творчість, спочатку він пише віршовані твори, а з 1955 року розпочинають публікуватися його прозові твори. Під час проживання в Калінінграді він і далі знаходився під негласним контролем радянських спецслужб, його неодноразово викликали до місцевого відділу КДБ, де, зокрема йому пропонувалось підписати листи із засудженням радянських дисидентів, на що письменник постійно відповідав відмовою. Це не заважало Снєгову вести переписку із багатьма відомими людьми, зокрема також репресованим письменником Варламом Шаламовим та фізиком Яковом Зельдовичем. Лише в останні роки перед смертю письменника, в період перебудови, до нього змінилось ставлення партійних і радянських органів.
Помер письменник у Калініграді 23 лютого 1994 року.

## Літературна творчість
Літературну творчість Сергій Козерюк-Штейн розпочав у 50-х роках ХХ століття, після неможливості продовжити свою наукову і технічну роботу. Спочатку він писав віршовані твори, під псевдонімом «Андрій Осипович Танєв», переважна більшість яких тривалий час не публікувалися. Прозові твори він публікував під псевдонімом «Сергій Снєгов», розпочав їх написання ще під час заслання в Норильську, але найвідоміші твори письменника написані у часі його проживання в Калінінграді. Як прозаїк, Сергій Снєгов розпочав писати твори на морську тематику, а також твори з описом північних районів СРСР та твори на виробничу тематику, навіяні перебуванням в ув'язненні в Норильлагу та роботою в Норильському нікелевому комбінаті. Проте небажання писати неправду та прикрашати сучасну йому радянську дійсність підштовхнули Сергія Снєгова писати фантастику, в якій він міг описувати майбутнє таким, яким би він хотів його бачити. Першим науково-фантастичним твором Снєгова стала повість «Тридцять два обличчя професора Крена», яка вийшла друком у 1964 році. Найвідомішим науково-фантастичним твором письменника стала трилогія «Люди як боги». Першу частину трилогії «Галактична розвідка» Сергій Снєгов тривалий час не міг опублікувати, її відхилили чотири видавництва, мотивуючи схожістю роману на американські космічні бойовики, публікація яких у тодішньому СРСР не віталась, і більшість літературних критиків СРСР також різко розкритикували роман. Уперше ця частина трилогії вийшла друком в 1966 році, друга частина «Вторгнення в Персей» опублікована в 1968 році, а третя частина «Кільце зворотнього часу» опублікована аж у 1977 році. Ця трилогія швидко стала культовою в середовищі молодих шанувальників радянської фантастики, і досі вважається одним із кращих творів радянської фантастики, та одним із наймасштабніших радянських фантастичних творів. Сам Снєгов створював першу частину трилогії як пародію на космічну оперу та на біблійні тексти, проте в другій і третій частинах трилогії, написаних на численне прохання читачів, він усе-таки додав у твори більше філософських роздумів. Саме «Люди як боги» став і найвідомішим твором письменника за кордоном, який виходив друком як у соціалістичних країнах (Польща, НДР, Угорщина), так і капіталістичних (ФРН, Японія) країнах. Іншою помітною серією фантастичних творів письменника стала серія творів про братів Роя і Генріха Васильєвих «Посол без вірчих грамот» у стилі детективної фантастики. Уже після смерті письменника вийшов його останній фантастичний роман «Диктатор», у якому, незважаючи на його дію на іншій планеті, помітні аналогії з історичними подіями в колишньому СРСР.
Окрім фантастичних творів, Снєгов написав кілька романів, присвячених працівникам радянської атомної промисловості, а також повість «Говоров — майор міліції», присвячену роботі працівників радянської міліції, за яку Снєгов отримав диплом всесоюзного конкурсу за кращий твір про працівників міліції у 1971 році. Проте головним твором свого життя письменник вважав роман спогадів «Книга буття», в якому він описує своє життя на фоні найважливіших історичних подій епохи, та у подробицях описує життя у радянських концтаборах у 30—50-х роках ХХ століття.

## Переклади
Твори Сергія Снєгова перекладені багатьма мовами світу, зокрема англійською, польською, угорською, французькою, німецькою, італійською, іспанською, чеською, грузинською, болгарською, румунською та багатьма іншими.

## Нагороди
Сергій Снєгов у 1980 році нагороджений орденом «Знак Пошани» за заслуги в розвитку радянської фантастики. У 1984 році письменнику присуджена премія «Аеліта» за трилогію «Люди як боги».

## Особисте життя
Сергій Снєгов у своєму другому шлюбі з Галиною Ленською мав двох дітей — Тетяну і Євгенія Ленських (записаних за прізвищем їх матері).

## Вшанування пам'яті
У рік смерті письменника його іменем названий бульвар у Ленінградському районі міста Калінінграда, де він прожив останні сорок років життя. У 1999 році на будинку, в якому Снєгов прожив останні двадцять років свого життя, встановлена пам'ятна дошка на його честь. У цьому ж році іменем письменника названа Калінінградська міська бібліотека.